# Thể thao điện tử tại Đại hội Thể thao Đông Nam Á 2021 – FIFA Online 4
Nội dung FIFA Online 4 tại Đại hội Thể thao Đông Nam Á 2021 đã diễn ra vào ngày 14 và 15 tháng 5 năm 2022 tại Trung tâm Hội nghị Quốc gia ở Hà Nội, Việt Nam. Có 23 vận động viên thuộc 6 quốc gia tham dự nội dung này dưới tư cách đồng đội.
Đây là lần đầu tiên FIFA Online 4 xuất hiện với tư cách là một nội dung tranh huy chương trong một cuộc thi đa môn thể thao được Ủy ban Olympic Quốc tế chấp thuận.
Thái Lan đã giành huy chương Vàng sau khi đánh bại Việt Nam 3–2 trong trận chung kết.

## Vòng loại
Mỗi Ủy ban Olympic Quốc gia (NOC) có thể chọn tối đa 1 đội gồm 3 vận động viên chính thức cùng 1 vận động viên dự bị. Các vận động viên phải đủ 18 tuổi trở lên tính đến thời điểm bắt đầu thi đấu chính thức tại Đại hội Thể thao Đông Nam Á 2021, tức là vận động viên phải có ngày sinh trước ngày 12 tháng 5 năm 2004.
Danh sách vận động viên tham dự phải được gửi về trước 0 giờ ngày 13 tháng 3 năm 2022 (UTC+7).
Tại Việt Nam, đội tuyển tham dự được lựa chọn từ giải FIFA Online 4 Vietnam Pro League Mùa Xuân 2022. Indonesia, Malaysia, Philippines và Singapore lựa chọn đội tuyển từ vòng loại của riêng họ. Còn đội tuyển Thái Lan được lựa chọn dựa theo thành tích thi đấu các giải quốc tế của các cá nhân.

## Thể thức thi đấu
Lễ bốc thăm được tổ chức vào 14 giờ ngày 05 tháng 05 năm 2022 (UTC+7). 6 đội được chia làm 2 bảng A, B, với 2 đội tuyển hạt giống số 1 là Việt Nam, Thái Lan (2 quốc gia đang phát hành trò chơi FIFA Online 4) mặc định vào hai vị trí A1 và B1. Các đội tuyển còn lại được chia ngẫu nhiên vào 2 bảng.  Các đội thi đấu vòng tròn một lượt tính điểm theo thể thức đấu 3 ván (Bo3) chọn ra 2 đội đứng đầu vào bán kết.
Ở vòng chung kết, thể thức thi đấu là đấu 5 thắng 3 (Bo5).
Các đội tham gia sẽ được lựa chọn cầu thủ để thi đấu. Các đội sẽ lần lượt lựa chọn các cầu thủ trong danh sách cho phép, bao gồm 11 cầu thủ chính có tổng lương là 210 và 7 cầu thủ dự bị không giới hạn số lương. Mỗi mùa thẻ sẽ có cấp thẻ tương ứng để đảm bảo công bằng. Buổi chọn cầu thủ đã được tiến hành vào ngày 11 tháng 5.

## Lịch thi đấu
Tất cả thời gian đều là UTC+7
Nội dung FIFA Online 4 sẽ diễn ra trong 2 ngày.
| Ngày                               | Thời gian | Vòng      |
| ---------------------------------- | --------- | --------- |
| Thứ bảy, ngày 14 tháng 5 năm 2022  | 13:30     | Vòng bảng |
| Chủ nhật, ngày 15 tháng 5 năm 2022 | 13:30     | Chung kết |

## Vòng bảng
Vòng bảng diễn ra vào ngày 14 tháng 5 năm 2022. 2 đội đứng đầu mỗi bảng tiến vào vòng chung kết.
Các trận đấu diễn ra theo thể thức 3 ván (Bo3) 1 đấu 1:
- Các đội chỉ được cử 1 VĐV cho 1 ván đấu duy nhất trong suốt loạt trận đấu.
- Nếu sau 90 phút thi đấu chính thức của ván đấu có kết quả hòa, hiệp phụ (và loạt sút luân lưu, nếu cần thiết) sẽ được sử dụng để xác định VĐV thắng cuộc.
- Kết quả của mỗi ván đấu sẽ được tính điểm riêng biệt:
  - Mỗi ván thắng tính 1 điểm;
  - Mỗi ván thua không có điểm.

Nếu các đội bằng điểm nhau, các tiêu chí sau sẽ được áp dụng theo thứ tự để xác định đội xếp trên:
1. Kết quả đối đầu
2. Hiệu số bàn thắng bại
3. Số bàn thắng ghi được
4. Số lần bị cảnh cáo (ít hơn xếp trên)

### Bảng A
| VT | Đội          | ST | T | B | BT | BB | HS  | Đ | Giành quyền tham dự       |
| -- | ------------ | -- | - | - | -- | -- | --- | - | ------------------------- |
| 1  | Việt Nam (H) | 6  | 5 | 1 | 15 | 4  | +11 | 5 | Giành quyền vào Bán kết 1 |
| 2  | Malaysia     | 6  | 4 | 2 | 11 | 2  | +9  | 4 | Giành quyền vào Bán kết 2 |
| 3  | Philippines  | 6  | 0 | 6 | 2  | 22 | −20 | 0 |                           |

| 14 tháng 05 13:30               |                                 | Malaysia                        | 1–2             | Việt Nam          | Trung tâm Hội nghị Quốc gia, Hà Nội |
| 14 tháng 05 13:30               | Tỉ số từng trận:                |                                 |                 |                   | Trung tâm Hội nghị Quốc gia, Hà Nội |
| 14 tháng 05 13:30               | Muhammad Luqman Haziq Hajiman   | 2–0                             | Trần Minh Quang |                   | Trung tâm Hội nghị Quốc gia, Hà Nội |
| Wan Muhammad Hakimm Wan Narizan | Wan Muhammad Hakimm Wan Narizan | Wan Muhammad Hakimm Wan Narizan | 0–1             | Lê Huy Hải        |                                     |
| Darren Gan                      | Darren Gan                      | Darren Gan                      | 0–1             | Nguyễn Hoàng Hiệp |                                     |
|                                 |                                 |                                 |                 |                   |                                     |
|                                 |                                 |                                 |                 |                   |                                     |

| 14 tháng 05 15:50               |                                 | Malaysia                        | 3–0         | Philippines        | Trung tâm Hội nghị Quốc gia, Hà Nội |
| 14 tháng 05 15:50               | Tỉ số từng trận:                |                                 |             |                    | Trung tâm Hội nghị Quốc gia, Hà Nội |
| 14 tháng 05 15:50               | Darren Gan                      | 3–0                             | Rad Novales |                    | Trung tâm Hội nghị Quốc gia, Hà Nội |
| Wan Muhammad Hakimm Wan Narizan | Wan Muhammad Hakimm Wan Narizan | Wan Muhammad Hakimm Wan Narizan | 5–0         | Aljhon Cañas       |                                     |
| Muhammad Luqman Haziq Hajiman   | Muhammad Luqman Haziq Hajiman   | Muhammad Luqman Haziq Hajiman   | 1–0         | Jorrel Aristorenas |                                     |
|                                 |                                 |                                 |             |                    |                                     |
|                                 |                                 |                                 |             |                    |                                     |

| 14 tháng 05 18:10  |                    | Philippines        | 0–3               | Việt Nam             | Trung tâm Hội nghị Quốc gia, Hà Nội |
| 14 tháng 05 18:10  | Tỉ số từng trận:   |                    |                   |                      | Trung tâm Hội nghị Quốc gia, Hà Nội |
| 14 tháng 05 18:10  | Rad Novales        | 1–6                | Nguyễn Hoàng Hiệp |                      | Trung tâm Hội nghị Quốc gia, Hà Nội |
| Aljhon Cañas       | Aljhon Cañas       | Aljhon Cañas       | 0–5               | Nguyễn Lê Thanh Tòng |                                     |
| Jorrel Aristorenas | Jorrel Aristorenas | Jorrel Aristorenas | 1–2               | Trần Minh Quang      |                                     |
|                    |                    |                    |                   |                      |                                     |
|                    |                    |                    |                   |                      |                                     |

### Bảng B
| VT | Đội       | ST | T | B | BT | BB | HS  | Đ | Giành quyền tham dự       |
| -- | --------- | -- | - | - | -- | -- | --- | - | ------------------------- |
| 1  | Thái Lan  | 6  | 6 | 0 | 13 | 1  | +12 | 6 | Giành quyền vào Bán kết 1 |
| 2  | Singapore | 6  | 2 | 4 | 4  | 12 | −8  | 2 | Giành quyền vào Bán kết 2 |
| 3  | Indonesia | 6  | 1 | 5 | 4  | 8  | −4  | 1 |                           |

| 14 tháng 05 14:40    |                      | Thái Lan             | 3–0                            | Singapore                  | Trung tâm Hội nghị Quốc gia, Hà Nội |
| 14 tháng 05 14:40    | Tỉ số từng trận:     |                      |                                |                            | Trung tâm Hội nghị Quốc gia, Hà Nội |
| 14 tháng 05 14:40    | Phatanasak Varanan   | 2–0                  | Muhammad Syakir Bin Abdul Rauf |                            | Trung tâm Hội nghị Quốc gia, Hà Nội |
| Teedech Songsaisakul | Teedech Songsaisakul | Teedech Songsaisakul | 3–0                            | Yeo Jia Hui Joseph         |                                     |
| Saravut Jaima        | Saravut Jaima        | Saravut Jaima        | 3–1                            | Amraan Gani Bin Musa Bakar |                                     |
|                      |                      |                      |                                |                            |                                     |
|                      |                      |                      |                                |                            |                                     |

| 14 tháng 05 17:00          |                                | Singapore                  | 2–1                     | Indonesia            | Trung tâm Hội nghị Quốc gia, Hà Nội |
| 14 tháng 05 17:00          | Tỉ số từng trận:               |                            |                         |                      | Trung tâm Hội nghị Quốc gia, Hà Nội |
| 14 tháng 05 17:00          | Muhammad Syakir Bin Abdul Rauf | 0–2                        | Mohammad Ega Rahmaditya |                      | Trung tâm Hội nghị Quốc gia, Hà Nội |
| Amraan Gani Bin Musa Bakar | Amraan Gani Bin Musa Bakar     | Amraan Gani Bin Musa Bakar | 2 (5)–(4) 2             | Pugu Mujahid Mantang |                                     |
| Yeo Jia Hui Joseph         | Yeo Jia Hui Joseph             | Yeo Jia Hui Joseph         | 1–0                     | Rizky Faidan         |                                     |
|                            |                                |                            |                         |                      |                                     |
|                            |                                |                            |                         |                      |                                     |

| 14 tháng 05 19:20        |                          | Indonesia                | 0–3                     | Thái Lan           | Trung tâm Hội nghị Quốc gia, Hà Nội |
| 14 tháng 05 19:20        | Tỉ số từng trận:         |                          |                         |                    | Trung tâm Hội nghị Quốc gia, Hà Nội |
| 14 tháng 05 19:20        | Mohammad Ega Rahmaditya  | 0–1                      | Sorawit Rojjanasinlapin |                    | Trung tâm Hội nghị Quốc gia, Hà Nội |
| Aziz Muhammad Surya Jaya | Aziz Muhammad Surya Jaya | Aziz Muhammad Surya Jaya | 0–3                     | Phatanasak Varanan |                                     |
| Pugu Mujahid Mantang     | Pugu Mujahid Mantang     | Pugu Mujahid Mantang     | 0–1                     | Saravut Jaima      |                                     |
|                          |                          |                          |                         |                    |                                     |
|                          |                          |                          |                         |                    |                                     |

## Vòng chung kết
Vòng bán kết diễn ra vào ngày 15 tháng 05, 2 đội nhì bảng sẽ tranh suất vào trận chung kết nhánh thua, 2 đội nhất vảo tranh suất vào trận tranh huy chương Vàng (chung kết), đội thua sẽ phải đấu trận chung kết nhánh thua để tranh suất vào chung kết. Đội thua trận chung kết nhánh thua sẽ giành huy chương Đồng.
Các trận đấu sẽ diễn ra theo thể thức đấu 5 thắng 3 (Bo5) – Kendo mới:
- Các đội chỉ được cử 1 VĐV cho 1 ván đấu duy nhất trong 3 ván đầu tiên.
- Nếu có ván 4 và 5, các đội được cử VĐV đã thi đấu 3 trận đầu, nhưng đảm bảo 1 VĐV chỉ được thi đấu tối đa 2 ván cho 1 trận đấu.
- Nếu sau 90 phút thi đấu chính thức của ván đấu có kết quả hòa, hiệp phụ (và loạt sút luân lưu, nếu cần thiết) sẽ được sử dụng để xác định VĐV thắng cuộc.

### Sơ đồ
|  | Bán kết 1, 2 | Bán kết 1, 2 | Bán kết 1, 2 |   |  | Bán kết 3 (Đội thua giành huy chuơng Đồng) | Bán kết 3 (Đội thua giành huy chuơng Đồng) | Bán kết 3 (Đội thua giành huy chuơng Đồng) |  |    | Trận tranh huy chương Vàng | Trận tranh huy chương Vàng | Trận tranh huy chương Vàng |
|  |              |              |              |   |  |                                            |                                            |                                            |  |    |                            |                            |                            |
|  | A1           | Việt Nam     | 2            |   |  |                                            |                                            |                                            |  |    |                            |                            |                            |
|  | B1           | Thái Lan     | 3            |   |  |                                            |                                            |                                            |  |    | B1                         | Thái Lan                   | 3                          |
|  |              |              |              |   |  | A1                                         | Việt Nam                                   | 3                                          |  | A1 | Việt Nam                   | 2                          |                            |
|  |              | A2           | Malaysia     | 0 |  |                                            |                                            |                                            |  |    |                            |                            |                            |
|  | A2           | Malaysia     | 3            |   |  |                                            |                                            |                                            |  |    |                            |                            |                            |
|  | B2           | Singapore    | 2            |   |  |                                            |                                            |                                            |  |    |                            |                            |                            |

### Bán kết 1, 2
| 15 tháng 05 13:30    |                      | Việt Nam             | 2–3                | Thái Lan             | Trung tâm Hội nghị Quốc gia, Hà Nội |
| 15 tháng 05 13:30    | Tỉ số từng trận:     |                      |                    |                      | Trung tâm Hội nghị Quốc gia, Hà Nội |
| 15 tháng 05 13:30    | Lê Huy Hải           | 1–0                  | Phatanasak Varanan |                      | Trung tâm Hội nghị Quốc gia, Hà Nội |
| Nguyễn Hoàng Hiệp    | Nguyễn Hoàng Hiệp    | Nguyễn Hoàng Hiệp    | 0–1                | Teedech Songsaisakul |                                     |
| Nguyễn Lê Thanh Tòng | Nguyễn Lê Thanh Tòng | Nguyễn Lê Thanh Tòng | 1–0                | Saravut Jaima        |                                     |
| Nguyễn Lê Thanh Tòng | Nguyễn Lê Thanh Tòng | Nguyễn Lê Thanh Tòng | 1–3                | Phatanasak Varanan   |                                     |
| Nguyễn Hoàng Hiệp    | Nguyễn Hoàng Hiệp    | Nguyễn Hoàng Hiệp    | 0–1                | Teedech Songsaisakul |                                     |

| 15 tháng 05 15:25               |                                 | Malaysia                        | 3–2                            | Singapore                  | Trung tâm Hội nghị Quốc gia, Hà Nội |
| 15 tháng 05 15:25               | Tỉ số từng trận:                |                                 |                                |                            | Trung tâm Hội nghị Quốc gia, Hà Nội |
| 15 tháng 05 15:25               | Darren Gan                      | 3–1                             | Muhammad Syakir Bin Abdul Rauf |                            | Trung tâm Hội nghị Quốc gia, Hà Nội |
| Wan Muhammad Hakimm Wan Narizan | Wan Muhammad Hakimm Wan Narizan | Wan Muhammad Hakimm Wan Narizan | 2–0                            | Amraan Gani Bin Musa Bakar |                                     |
| Muhammad Luqman Haziq Hajiman   | Muhammad Luqman Haziq Hajiman   | Muhammad Luqman Haziq Hajiman   | 1–2                            | Yeo Jia Hui Joseph         |                                     |
| Wan Muhammad Hakimm Wan Narizan | Wan Muhammad Hakimm Wan Narizan | Wan Muhammad Hakimm Wan Narizan | 0–1                            | Amraan Gani Bin Musa Bakar |                                     |
| Darren Gan                      | Darren Gan                      | Darren Gan                      | 3–0                            | Yeo Jia Hui Joseph         |                                     |

### Bán kết 3
| 15 tháng 05 17:20    |                      | Việt Nam             | 3–0                   | Malaysia                        | Trung tâm Hội nghị Quốc gia, Hà Nội |
| 15 tháng 05 17:20    | Tỉ số từng trận:     |                      |                       |                                 | Trung tâm Hội nghị Quốc gia, Hà Nội |
| 15 tháng 05 17:20    | Nguyễn Hoàng Hiệp    | 1–0                  | Muhammad Asyraf Kamal |                                 | Trung tâm Hội nghị Quốc gia, Hà Nội |
| Trần Minh Quang      | Trần Minh Quang      | Trần Minh Quang      | 2–1                   | Wan Muhammad Hakimm Wan Narizan |                                     |
| Nguyễn Lê Thanh Tòng | Nguyễn Lê Thanh Tòng | Nguyễn Lê Thanh Tòng | 1–0                   | Darren Gan                      |                                     |
|                      |                      |                      |                       |                                 |                                     |
|                      |                      |                      |                       |                                 |                                     |

### Trận tranh huy chương Vàng
| 15 tháng 05 19:20       |                         | Thái Lan                | 3–2        | Việt Nam             | Trung tâm Hội nghị Quốc gia, Hà Nội |
| 15 tháng 05 19:20       | Tỉ số từng trận:        |                         |            |                      | Trung tâm Hội nghị Quốc gia, Hà Nội |
| 15 tháng 05 19:20       | Phatanasak Varanan      | 1–2                     | Lê Huy Hải |                      | Trung tâm Hội nghị Quốc gia, Hà Nội |
| Sorawit Rojjanasinlapin | Sorawit Rojjanasinlapin | Sorawit Rojjanasinlapin | 2–1        | Nguyễn Lê Thanh Tòng |                                     |
| Teedech Songsaisakul    | Teedech Songsaisakul    | Teedech Songsaisakul    | 2–0        | Nguyễn Hoàng Hiệp    |                                     |
| Phatanasak Varanan      | Phatanasak Varanan      | Phatanasak Varanan      | 2–4        | Lê Huy Hải           |                                     |
| Teedech Songsaisakul    | Teedech Songsaisakul    | Teedech Songsaisakul    | 1–0        | Nguyễn Lê Thanh Tòng |                                     |